# 阿加西斯峰
49°57′39.9″S 73°27′4.87″W / 49.961083°S 73.4513528°W
阿加西斯峰/罗马山是南美洲的山峰，位於阿根廷和智利接壤的邊境，處於巴塔哥尼亞地區，屬於安第斯山脈的一部分，距離布宜諾斯艾利斯2,100公里，海拔高度3,177米。